# Tack & farväl
Tack & farväl är ett dubbelt samlingsalbum med Thorleifs, utgivet den 14 november 2012, i samband med bandupplösningen det året. Första spåret är dock den nyskrivna låten Déjà vu, skriven av Thomas G:son. Den skrevs ursprungligen till Melodifestivalen 2008., där Thorleifs var påtänkta att delta.

## Låtlista

### CD 1
1. "Déjà vu"
2. "En liten ängel"
3. "Sweet Kissin' in the Moonlight"
4. "Att glömma är inte så enkelt"
5. "Halva mitt hjärta"
6. "En dag i juni" ("Safe in My Garden")
7. "Flyg bort min fågel"
8. "Sway" (instrumental)
9. "Skänk mig dina tankar"
10. "Blue Blue Moon"
11. "Nu kommer tårarna igen"
12. "Rosor doftar alltid bättre när det skymmer"
13. "Och du tände stjärnorna"
14. "Raka rör (och ös till bäng)"
15. "Ingen torkar längre tåren på min kind"
16. "Gråt inga tårar"
17. "Det ska komma en morgon"
18. "Du gav mig kärlek"
19. "My Heart Will Go On" (instrumental)
20. "Kurragömma"
21. "Farväl"
22. "Skicka mig ett vykort"
23. "Krama mig igen"

### CD 2
1. "Spar dina tårar"
2. "Upp till dans"
3. "Med dig vill jag leva"
4. "Ner mot havet"
5. "Du bara du"
6. "Sköt om dig väl"
7. "Tusen vita syrener"
8. "Till Folkets park"
9. "Ingen får mig att längta som du"
10. "När jag behövde dig mest"
11. "Ett litet ristat hjärta"
12. "Forever And Ever" (instrumental)
13. "Fem röda rosor till dig"
14. "Aldrig nånsin"
15. "Gröna blad"
16. "Se mig i ögonen"
17. "Förälskade"
18. "Ingen är som du min kära"
19. "Älskar du mig än som förr"
20. "Ring en signal"
21. "I ett fotoalbum"
22. "En liten bit av himlen"
23. "Tre gringos" (med Just D)

## Listplaceringar
| Lista (2012-2013) | Topplacering |
| ----------------- | ------------ |
| Sverige           | 4            |

### Fotnoter
1. ↑  ”Thorleifs med skivan Tack och farväl” (på svenska). Danslogen. 3 januari 2013. http://www.danslogen.se/dansnyheter/nyhet/3761. Läst 7 juli 2019.
2. ↑  Sofia Hegevall (31 oktober 2007). ”Thorleifs kan bli schlagerjokrar” (på svenska). Expressen. https://www.expressen.se/noje/melodifestivalen/thorleifs-kan-bli-schlagerjokrar/. Läst 7 juli 2019.
3. ↑  ”Tack & farväl”. Hitparad. http://hitparad.se/showitem.asp?interpret=Thorleifs&titel=Tack+%26+farv%E4l&cat=a. Läst 24 november 2012.